# إيليسا كوزما
إيليسا كوزما (بالإيطالية: Elisa Cusma)‏ هي عدائة مسافات متوسطة إيطالية مختصة بسباق ال800 متر و1500 متر ولدت في يوم 24 يوليو 1981 في مدينة بولونيا في إيطاليا، أفضل رقم شخصي لها هو 1.58.53 دقيقة وألذي سجلته في سنة 2007.

## روابط خارجية
- إيليسا كوزما على موقع الاتحاد الدولي لألعاب القوى (الإنجليزية)
- إيليسا كوزما على موقع الاتحاد الإيطالي لألعاب القوى (الإيطالية)
- إيليسا كوزما على موقع الدوري الماسي (الإنجليزية)
- إيليسا كوزما على موقع أوليمبيديا (الإنجليزية)